# Kaizuka Shigeki
Kaizuka Shigeki (japanisch 貝塚 茂樹; geboren 1. Mai 1904 in Tōkyō; gestorben 9. Februar 1987 in Kyōto) war ein japanischer Sinologe.

## Leben und Wirken
Kaizuka Shigeki wurde als Sohn von Ogawa Takuji (1870–1941), einem Geograph und Ingenieur des Geological Survey des Ministeriums für Landwirtschaft und Handel geboren. Einer seiner Brüder war Ogawa Yoshiki (小川 芳樹; 1902–1952), ein Ingenieur, andere Brüder waren der Physiker und Nobelpreisträger Hideki Yukawa und Ogawa Tamaki (小川 環樹; 1910–1993), der sich mit chinesischer Literatur befasste. Kaizuka studierte Sinologie unter Naitō Konan und anderen an der Universität Kyōto. Dort wurde er 1949 Professor.
1928, nach Abschluss des Studiums in Kyoto, begleitete Kaizuka seinen Lehrer, den Sinologen Kano Naoki nach Peking. Nach seiner Rückkehr wurde er Forscher am „Kyōto-Institut für die Kultur Ostasiens“ (東方文化学院京都研究所, Tōhō bunka-gakuin Tōkyo kenkyūjo). 1945 nahm er den Familiennamen seiner Frau – Kaizuka – an. 1947 wurde er mit dem Asahi-Preis ausgezeichnet.
Kaizuka wird hochgeschätzt wegen seiner Studien, die die Wichtigkeit des historischen Materials betonten, wie die „Orakel-Knochen“, Bronzen, Steinbeschriftungen und anderes archäologisches Material. Er ordnete die etwa 3000 Fragmente von Orakel-Knochen, die sich im „Institut für humanistische Studien“ der Universität Kyōto befinden.
1963 erhielt Kaizuka den Mainichi-Kulturpreis für sein Werk zu den „Hundert Schulen“. 1984 wurde er als Person mit besonderen kulturellen Verdiensten geehrt und im gleichen Jahr mit dem Kulturorden ausgezeichnet.
Werke sind u. a.
- „Entwicklung der Geschichtswissenschaft zum alten China“ (中国古代史学の発展, Chūgoku kojidai-shigaku no hatten)
- „Der Geist des Chinas im Altertums“ (中国古代の精神,  Chūgoku kojidai no seishin)
- „Konfuzius“ (孔子, Kōshi)
- „Chūgoku no kojidai kokka“ (中国の古代国家)
- „Hundert Schulen“ (諸子百家, Shoshi hyakka)
- „Mao Zedong“ (毛沢東伝, Mō Takutō den)
- „China des Altertums und neues China “ (古い中国と新しい中国, Furui Chūgoku to atarashii Chūgoku)

Seine gesammelten Schriften wurden unter dem Titel Kaizuka Shigeki chosaku-shū (貝塚茂樹著作集) von 1976 bis 1978 in zehn Bänden herausgegeben.